# Citalopram
El citalopram és un antidepressiu inhibidor selectiu de la recaptació de serotonina (ISRS). Funciona pel fet que augmenta la quantitat de serotonina, que és una substància natural del cervell que ajuda a mantenir l'equilibri i el benestar mental; a més, el citalopram allibera grans quantitats d'un analgèsic tant potent com la morfina, fent d'aquest medicament un potent i efectiu antidepressiu. El citalopram s'empra per tractar trastorns alimentaris, l'alcoholisme, el trastorn de pànic, les diferents fòbies socials, etc.
A Espanya es comercialitza com a EFG, Citalvir, Prisdal i Seropram.